# Ópera de Varna
La Ópera de Varna (en búlgaro: Държавна опера Варна) es un teatro de ópera en Varna, Bulgaria. Es parte de la Sociedad de la Ópera y la Filarmónica de Varna.

## Historia
La Sociedad de la Ópera y la Filarmónica de Varna nace de la fusión entre la Casa de la Ópera y la Sociedad Filarmónica en 1999. 
El teatro abrió originalmente en 1947, pero la institución se remonta a 1912, cuando se sentaron las bases para el teatro. Su apertura se retrasó por las guerras de los Balcanes.